# Thailand Open 1997 (Badminton)
Die Toyota Thailand Open 1997 im Badminton fanden 12. bis zum 16. November 1997 in Bangkok statt. Das Preisgeld betrug 120.000 US-Dollar. Das Turnier hatte damit einen Vier-Sterne-Status im World Badminton Grand Prix.

## Sieger und Platzierte
| Disziplin    | Gold                        | Silber                        | Bronze                                  |
| ------------ | --------------------------- | ----------------------------- | --------------------------------------- |
| Herreneinzel | Hendrawan                   | Chen Gang                     | Luo Yigang                              |
| Herreneinzel | Hendrawan                   | Chen Gang                     | Rashid Sidek                            |
| Dameneinzel  | Wang Chen                   | Zeng Yaqiong                  | Mia Audina                              |
| Dameneinzel  | Wang Chen                   | Zeng Yaqiong                  | Kim Ji-hyun                             |
| Herrendoppel | Lee Dong-soo Yoo Yong-sung  | Sigit Budiarto Candra Wijaya  | Ricky Subagja Rexy Mainaky              |
| Herrendoppel | Lee Dong-soo Yoo Yong-sung  | Sigit Budiarto Candra Wijaya  | S. Antonius Budi Ariantho Denny Kantono |
| Damendoppel  | Qin Yiyuan Tang Hetian      | Eliza Nathanael Zelin Resiana | Indarti Issolina Deyana Lomban          |
| Damendoppel  | Qin Yiyuan Tang Hetian      | Eliza Nathanael Zelin Resiana | Helene Kirkegaard Rikke Olsen           |
| Mixed        | Michael Søgaard Rikke Olsen | Jens Eriksen Marlene Thomsen  | Yoo Yong-sung Gil Young-ah              |
| Mixed        | Michael Søgaard Rikke Olsen | Jens Eriksen Marlene Thomsen  | Tang Hetian Tao Xiaoqiang               |

## Finalergebnisse
| Disziplin    | Sieger                      | Finalist                      | Ergebnis    |
| ------------ | --------------------------- | ----------------------------- | ----------- |
| Herreneinzel | Hendrawan                   | Chen Gang                     | 15-9, 15-1  |
| Dameneinzel  | Wang Chen                   | Zeng Yaqiong                  | 11-3, 11-6  |
| Herrendoppel | Yoo Yong-sung Lee Dong-soo  | Sigit Budiarto Candra Wijaya  | 15-9, 17-14 |
| Damendoppel  | Qin Yiyuan Tang Yongshu     | Eliza Nathanael Zelin Resiana | 15-8, 15-2  |
| Mixed        | Michael Søgaard Rikke Olsen | Jens Eriksen Marlene Thomsen  | 15-5, 15-3  |

## Halbfinalresultate
| Disziplin    | Sieger                        | Gegner                                  | Ergebnis          |
| ------------ | ----------------------------- | --------------------------------------- | ----------------- |
| Herreneinzel | Hendrawan                     | Luo Yigang                              | 9-15, 15-10, 15-6 |
|              | Chen Gang                     | Rashid Sidek                            | 15-4, 15-2        |
| Dameneinzel  | Wang Chen                     | Kim Ji-hyun                             | 11-4, 11-5        |
|              | Zeng Yaqiong                  | Mia Audina                              | 11-6, 12-10       |
| Herrendoppel | Lee Dong-soo Yoo Yong-sung    | S. Antonius Budi Ariantho Denny Kantono | 15-13, 15-8       |
|              | Sigit Budiarto Candra Wijaya  | Rexy Mainaky Ricky Subagja              | 15-8, 10-15, 15-8 |
| Damendoppel  | Qin Yiyuan Tang Yongshu       | Indarti Issolina Deyana Lomban          | 15-11, 15-5       |
|              | Eliza Nathanael Zelin Resiana | Helene Kirkegaard Rikke Olsen           | 17-14, 15-8       |
| Mixed        | Michael Søgaard Rikke Olsen   | Yoo Yong-sung Gil Young-ah              | 15-11, 15-9       |
|              | Jens Eriksen Marlene Thomsen  | Tao Xiaoqiang Tang Yongshu              | 15-8, 15-6        |